# Acanalonia ohausi
Acanalonia ohausi är en insektsart som beskrevs av Schmidt 1908. Acanalonia ohausi ingår i släktet Acanalonia och familjen Acanaloniidae. Inga underarter finns listade i Catalogue of Life.